# Пола Абдул
Пола Абдул (на английски: Paula Abdul) е родена на 19 юни 1962 г. в Сан Фернандо, Калифорния . Световноизвестна певица, танцьорка, продуцент, танцьор, хореограф, актриса и телевизионен водещ. Има издадени десетки сингли и няколко албума. Освен това Пола е била избрана за хореограф от Джанет Джексън, Принс, Джордж Майкъл, Зи Зи Топ, Доли Партън и др. Носителка е на „Грами“ и „Еми“. От 1991 г. има звезда на Холивудската алея на славата. Жури на American Idol (2002 – 2009), по-късно (през 2011 г.) на американския The X Factor. Едни от известните хитове на Пола Абдул са „Opposites Attract“ („Противоположностите се привличат“) и „Rush Rush“ („Бягай“). Женена за кратко (1992 – 1994) за Емилио Естевес.

## Албуми
- Forever Your Girl (1988)
- Shut Up and Dance (1990) – компилация
- Spellbound (1991)
- Head Over Heels (1995)
- Paula Abdul: Greatest Hits (2000) – компилация
- Greatest Hits: Straight Up! (2007) – компилация